# Das brennende Herz
Das brennende Herz ist ein später deutscher Stummfilm von Ludwig Berger aus dem Jahre 1929. Die Hauptrollen sind mit Mady Christians und Gustav Fröhlich besetzt.

## Handlung
Der junge Komponist Georg Wittig hat ein die Musikszene revolutionierendes Ätherwelleninstrument entwickelt, mit dem man Töne erzeugen kann, zu der die menschliche Stimme nicht in der Lage ist. Während er sich auf sein erstes Konzert vorbereitet, verliebt er sich in die junge Sängerin Dorothee, die er auf dem Friedhof kennen gelernt hatte. Die junge Frau hat soeben ihr Gesangsstudium beendet und tritt, um sich ernähren zu können, in einem zweitklassigen Kabarett namens „Odeon“ auf. Da sie sich für ihre Armut und ihre Auftritte im Tingeltangel schämt, gibt Dorothee sich Georg gegenüber als Postbeamtin aus. Eine wirkliche Postbeamtin, Inge Keller, deckt aus Mitleid ihre Notlüge Georg gegenüber.
Wittig bemerkt sehr schnell, dass die junge Frau, in die er sich verliebt hat, über eine schöne, klare Gesangsstimme verfügt und bittet Dorothee daher, bei seinem anstehenden Konzert gesanglich mitzuwirken. Seine soeben komponierte Sinfonie „Das brennende Herz“ hat er ihr bereits gewidmet. Ehe es zu Dorothees Gesangseinlage kommen kann, gerät Wittig jedoch eines Abends per Zufall – er spürt seiner Pflegemutter nach, einer Alkoholikerin, die auf der Suche nach einer Flasche Schnaps im „Odeon“ gelandet ist – in eben jenes Nachtlokal, in dem Dorothee Abend für Abend das einfach gestrickte Publikum unterhält. In einer Mischung aus Zorn und Enttäuschung stellt er die junge Künstlerin, die zeitgleich auch noch von einem Baron angebaggert wird, zur Rede und macht ihr heftige Vorwürfe. Schließlich kommt es zum Zerwürfnis.
Hals über Kopf stürzt Dorothee ins Freie und achtet nicht auf den Verkehr. Daraufhin wird sie von einem Auto angefahren und verletzt. Im Krankenhaus liegend, wartet sie vergeblich darauf, dass Georg sie besuchen kommt. Derweil wird dem Komponisten klar, weshalb ihm Dorothee nicht die Wahrheit von ihrer wahren Existenz erzählt hatte: seine Pflegemutter hatte ihr dringend davon abgeraten, so gesteht die alte Wittig. Als eines Abends Georg Wittigs Konzert ansteht und er erstmals die klangliche Wucht seines Ätherwelleninstruments vorführen will, ist der Maestro hypernervös. Seine Kräfte schwinden. Da beginnt das entscheidende Konzertsolo. Vom Zuschauerrang erschallt die Stimme von Dorothee, die heimlich in seine Vorstellung gekommen ist und mit ihrem Einsatz Wittigs Konzert wie auch sein Ätherwelleninstrument zu einem herausragenden Erfolg führt.

## Produktionsnotizen
Das brennende Herz, eine Produktion der Länder-Film GmbH, entstand im Dezember 1928 und Januar 1929 in den Ateliers der Filmwerke Staaken in Berlin. Die Außenaufnahmen wurden in Berlin abgedreht. Der Achtakter mit einer Länge von 2858 Metern passierte die Erstzensur am 16. Februar 1929 und erhielt Jugendverbot. Die Uraufführung erfolgte am selben Abend im Ufa-Palast am Zoo. Im Dezember 1929 wurde von der Lignose-Breusing-Nadelton eine Tonfassung dieses Stummfilms hergestellt. Zu den von Mady Christians gesungenen Liedern lieferte Kurt Schwabach den Text. Diese 2505 Meter lange und auf zehn Akte verteilte Version wurde der Zensur am 14. Februar 1930 vorgelegt und ebenfalls mit Jugendverbot belegt. Am 26. Januar 1930 konnte man in Bremen erstmals diese tönerne Fassung sehen. Am 14. April 1930 lief die Tonfilmversion von Das brennende Herz schließlich auch in Berlin (Terra-Lichtspiele im Mozartsaal) an.
Regisseur Ludwig Berger übernahm auch die Produktionsleitung. Sein älterer Bruder Rudolf Bamberger entwarf die Filmbauten, die von Ernst Meiwers ausgeführt wurden.
Für den englischsprachigen Markt wurde auch eine entsprechende Fassung unter dem Titel The Burning Heart hergestellt. Diese lief am 20. Februar 1929 als Stummfilm in London an. Auch eine Tonfilmversion wurde bereitgestellt: Diese konnte man ebenfalls in der britischen Hauptstadt ab dem 14. Januar 1930 in Augenschein nehmen.

## Kritiken
„Ludwig Berger, durch Bildung, Intelligenz, Geschmack und Kultur verpflichtet, rutschte hemmungslos und berechnend in den äußersten Kitsch aus. Es wird schwer, einen solchen Niedergang zu begreifen. Ludwig Berger, der Regisseur von Shakespeares ‚Cymbelin‘, ‚Maß für Maß‘ und Kornfelds ‚Himmel und Hölle‘, der Regisseur der Filme Glas Wasser und Der verlorene Schuh legt hier ein Machwerk hin, für das in Deutschland alle Voraussetzungen fehlen, auch die des Publikums. (…) Diese alberne Gemütsaffäre aus der Romankiste Hans Müllers, dieses Kammersängertöchterlein, dem der Vater wegstirbt … diese kindliche Liebelei, diese süßlichste Zuckerbäckerei — nein, unerträglich und empörend.“

„Ein romantischer Film. Ein musikalischer Film. Ludwig Berger, der Regisseur, dirigiert hier gewissermaßen eine Partitur, sehr sensibel, mit dem Blick für das Subtile, an manchen Stellen liebevoll verweilend, aber doch immer mit straffem Rhythmus, mit lebendigster Bewegung. Er duldet keine Halbheiten und liebenswürdigen Schludereien, seine Regie ist noch im Verschnörkelten und Verdämmerten … von wunderbarer Linearität. Wie eindringlich-echt schildert er eine Atmosphäre, wie viel Sorgfalt verwendet er an jedes szenische Detail. (…) Bewundernswert ist die Einfühlungsfähigkeit Bergers ins Persönlich-Individuelle, mit der er seine Schauspieler führt, ihnen so die außerordentliche Leistung entlockend und sie zugleich zu äußerster Sparsamkeit in ihrem mimisch-gestischen Mitteln anhaltend.“

„Das ist eine Art von Liebesromanze, in der die Musik nicht nur inhaltlich eine Rolle spielt, sondern beinahe die Inhalte gebiert. Jedenfalls ist die Handlung so unwahrscheinlich, daß sie höchstens als eine Illustration von Klangfolgen zu Recht bestehen könnte. (…) Ludwig Berger hat bei der Regieführung mit Recht auf einen allzu großen Realismus verzichtet, ist aber dafür stellenweise in den Expressionismus entglitten. Außerdem hat er, offenbar in der Absicht, den Schein der Unwirklichkeit zu erzeugen, die Liebenden zu einem ausdrucksvollen Benehmen bestimmt, das weniger als die Frucht innerer Aufregung, denn als Hast wirkt. Mady Christians … hat Augenblicke, in denen sie ihre reiche Mitgift an Charme voll entfaltet. Ihr Partner Gustav Fröhlich ist ein frischfrommfröhlicher Junge, der nur noch viel zu dick aufträgt. Am reizvollsten ist Ida Wüst, die in falschem Glanz daherrauscht.“

„Dieser in allem und in jedem ungewöhnliche, auch ungewöhnlich schöne Film entstand aus der Zusammenarbeit eines Dichters, der auch ein Filmregisseur sein könnte, mit einem Filmregisseur, der zweifellos und erwiesenermaßen auch ein Dichter ist. Ein Dichter in Bildern. […] Mady Christians erweist sich wieder als erstrangige Darstellerin von wirklichen, lebendigen Menschen. […] Gustav Fröhlich ist der richtige junge deutsche Musiker. Er ist es mit Leib und Seele und läßt selbst in der manchmal zu fahrigen Heftigkeit seiner Gebärden keinen Augenblick die Empfindung ‚Theater‘ aufkommen. […] In einer kurzen Rolle macht Friedrich Kayßler starken Eindruck. […] Die Konzertagentin der Ida Wüst ist eine mit einer Reihe boshaft-satirischer Züge ausgestattete, wirklichkeitsnahe Figur.“
Karlheinz Wendtland schrieb: „Natürlich wurde auch damals am Schluß geheiratet – in deutschen und ausländischen Filmen. Fast immer war das Happy-End obligatorisch, und alles endete im Ehehafen. Auch für Deutsche jüdischen Glaubens, wie hier dem Autor Rudolf Bamberger und seinem Bruder, dem Regisseur, der sich Ludwig Berger nannte, galt diese Maxime. Heutige Filmjournalisten versuchen ihre Leser hinters Licht zu führen und machen ihnen weis, daß es so etwas nur im deutschen Film zwischen 1933 und 1945 gab und nennen das ‚Ehepropaganda‘. Das ist – es sei deutlich gesagt – eine absolute Irreführung. Entweder beabsichtigt und wider besseren Wissens [sic] oder aus Unkenntnis. Beides ist gewissenlos und beschämend.“